# Rhamphomyia lammifera
Rhamphomyia lammifera är en tvåvingeart som beskrevs av Saigusa 1963. Rhamphomyia lammifera ingår i släktet Rhamphomyia och familjen dansflugor. Inga underarter finns listade i Catalogue of Life.